# Syrie aux Jeux olympiques d'été de 2000
La Syrie participe aux Jeux olympiques d'été de 2000 à Sydney. Sa délégation est composée de 8 athlètes répartis dans 4 sports et son porte-drapeau est Moutassem Ghotouq. Au terme des Olympiades, la nation n'est pas à proprement classée puisqu'elle ne remporte aucune médaille. 

## Nombre d'athlètes qualifiés par sport
Voici la liste des qualifiés et sélectionnés Syriens par sport (remplaçants compris) :
| Sport      | Hommes | Femmes | Total |
| ---------- | ------ | ------ | ----- |
| Athlétisme | 2      | 1      | 3     |
| Boxe       | 2      | 0      | 2     |

## Liste des médaillés syriens
Aucun athlète syrien ne remporte de médaille durant ces JO.

## Athlétisme

### Hommes
| Athlète              | Épreuve     | Séries  | Séries | Quarts de finale | Quarts de finale | Demi-finales | Demi-finales | Finale  | Finale  |
| Athlète              | Épreuve     | Temps   | Rang   | Temps            | Rang             | Temps        | Rang         | Temps   | Rang    |
| -------------------- | ----------- | ------- | ------ | ---------------- | ---------------- | ------------ | ------------ | ------- | ------- |
| Zaid Abou Hamed      | 400 m haies | 50 s 74 | 5e     | Eliminé          | Eliminé          | Eliminé      | Eliminé      | Eliminé | Eliminé |
| Zahr-el-Din El-Najem | 400 m haies | 52 s 70 | 7e     | Eliminé          | Eliminé          | Eliminé      | Eliminé      | Eliminé | Eliminé |

### Femmes
| Athlète      | Épreuve    | Qualification | Qualification | Finale      | Finale |
| Athlète      | Épreuve    | Performance   | Rang          | Performance | Rang   |
| ------------ | ---------- | ------------- | ------------- | ----------- | ------ |
| Ghada Shouaa | Heptathlon | Non disputé   | Non disputé   | DNF         | /      |

## Boxe

### Hommes
| Athlète         | Catégorie       | 16e de finale               | 8e de finale        | Quart de finale     | Demi-finale         | Finale              |
| Athlète         | Catégorie       | Adversaire Résultat         | Adversaire Résultat | Adversaire Résultat | Adversaire Résultat | Adversaire Résultat |
| --------------- | --------------- | --------------------------- | ------------------- | ------------------- | ------------------- | ------------------- |
| Yousif Massas   | Poids moyens    | Défaite Kazakhstan 2-17     | Eliminé             | Eliminé             | Eliminé             | Eliminé             |
| Ihab El-Youssef | Poids mi-lourds | Défaite Afrique du Sud 9-12 | Eliminé             | Eliminé             | Eliminé             | Eliminé             |